# AS-201
AS-201 (англ. Apollo-Saturn 201, Аполлон-Сатурн-201) — безпілотний суборбітальний випробувальний політ за американською космічною програмою Аполлон. Перший запуск двоступеневої ракети-носія Сатурн-1Бі.
Цілями польоту були: перевірка структурної цілісності ракети-носія і корисного вантажу, розділення ступенів, перевірка роботи бортових систем ракети-носія, запуск корисного вантажу, перевірка бортових систем космічного корабля, надійність теплозахисту і робота допоміжних наземних об'єктів. Внаслідок збою під час найбільшого нагрівання теплозахисного щита, не вдалося отримати інформацію про роботу абляції під час входу в атмосферу.

## Підготовка
У серпні 1965 було доставлено і установлено перший ступінь разом з вісьмома двигунами.
У кінці вересня, внаслідок затримок з доставкою корисного вантажу, було вирішено здійснити запуск у кінці січня 1966, хоча залишалися сподівання на здійснення його раніше — наприкінці року.
1 жовтня відбулася установка другого ступеня і почалася перевірка ракети-носія.
7 жовтня з'ясувалося, що комп'ютер у Космічному центрі імені Маршала не буде працювати упродовж 10 діб, тому перевірку комп'ютерних програм довелося відкласти до 1 листопада.
22 жовтня продовжилася перевірка ракети-носія завдяки створеній тимчасовій комп'ютерній програмі.
25 жовтня на вершині ракети-носія було установлено відсік приладів.
26 грудня на вершині ракети-носія було установлено корисний вантаж.
20 лютого почався зворотний відлік. Внаслідок негоди відлік тричі зупинявся, двічі на добу.
25 лютого зворотний відлік продовжився.
За 266 хвилин до запуску відлік зупинили внаслідок проблем з фермою для доступу до Аполлона.
За 30 хвилин до запуску збій в роботі регулятора гелію зупинив відлік.
За 35 секунд до запуску почався витік азоту з витискувальної системи першого ступеня. Тиск почав знижуватись з 211 кг/кв. см. За 4 секунд до запуску тиск знизився до 199 кг/кв. см і автоматичний сенсор зупинив відлік. Після обговорення було вирішено збільшити подачу азоту з наземних цистерн для компенсації витоку.

## Політ
26 лютого запуск відбувся успішно. Після вмикання двигунів другого ступеня і відстрілювання системи порятунку на старті було відстрілено телекамери, що успішно приземлились на парашуті. Після семихвилинної роботи двигунів другий ступінь і відсік приладів відокремились від космічного апарата.
Апарат досяг висоти 488 км над Атлантичним океаном, розігнавшись до 29 000 км / год, що набагато перевищило заплановану при пілотованих польотах. На 30 секунд увімкнулися двигуни системи орієнтації і збільшили швидкість входження в атмосферу для перевірки теплозахисту. Головний двигун службового відсіку увімкнувся двічі — на 100 і 10 секунд.
Службовий відсік відокремився і командний відсік увійшов до атмосфери зі швидкістю 8,3 км/с. При проходженні атмосфери теплозахисний щит нагрівся приблизно до 2200 °C.
На висоті 3,7 км розкрилися три головні парашути. Командний відсік приземлився в Атлантичному океані після 37 хвилин польоту о
16:49 UTC, подолавши 8 472 км від місця запуску, з відхиленням від запланованого місця приземлення на 72 км. Авіаносець «Боксер» витягнув капсулу з води о 19:20 UTC.

## Наслідки
Під час запуску стартовий майданчик отримав пошкодження внаслідок дії полум'я і вібрації.
На третій секунді після запуску внаслідок вібрації запобіжники високого струму випали з їхніх тримачів, що призвело до вибуху запобіжника на кабелі живлення. Стартовий комплекс та інші споруди космодрому майже годину були знестурмлені.
Збій в роботі системи подачі води спричинив пошкодження стартового обладнання від дії полум'я.
Збій в системі живлення вимкнув один з комп'ютерів на космодромі, резервний комп'ютер пропрацював шість секунд і зупинився.
Внаслідок цих проблем система безпеки польоту впродовж перших п'яти хвилин не змогла визначити точки припинення польоту і Центр управління польотом не мав інформації про траєкторію.